# Falsacanthocinus
Falsacanthocinus is een kevergeslacht uit de familie van de boktorren (Cerambycidae). De wetenschappelijke naam van het geslacht werd voor het eerst geldig gepubliceerd in 1951 door Breuning.

## Soorten
Falsacanthocinus is monotypisch en omvat slechts de volgende soort:
- Falsacanthocinus brevis (Fauvel, 1906)